# Pałac w Rybienku-Wyszkowie
Pałac w Rybienku-Wyszkowie – klasycystyczny pałac w Rybienku-Wyszkowie, w powiecie wyszkowskim, zaprojektowany prawdopodobnie przez architekta Szymona Bogumiła Zuga lub Jana Chrystiana Kamsetzera na zlecenie biskupa żmudzkiego Jana Stefana Giedroyća. Pałac do 1945 był własnością prywatną, a następnie, po II wojnie światowej, został przejęty przez państwo. Obecnie znajduje się w rękach prywatnego właściciela, bez możliwości wstępu na jego teren.

## Historia
Około 1780 rozpoczęto budowę pałacu na zlecenie Jana Stefana Giedroyća, biskupa żmudzkiego. Po jego śmierci w 1803 pałac wraz z Rybienkiem przeszedł na własność Augusta Morzkowskiego, który gościł w swoich murach przedstawicieli świata artystycznego Warszawy. W 1879 pałac przeszedł w ręce rodziny Skarżyńskich, których był własnością do 1945, kiedy przeszedł na własność państwa. Pałac na początku XX w. uległ przebudowie. W trakcie prac dobudowano taras z istniejącego już ganku, w pałacu zainstalowano system kanalizacyjny, a na piętrze zaprojektowano łazienkę.
Rezydencję odrestaurowano po zakończeniu wojny polsko-bolszewickiej, która przyniosła zabytkowi znaczne szkody (został obrabowany i zdewastowany). Z powodu trudności finansowych urządzono wewnątrz pensjonat, który gościł wiele osobistości tamtych czasów, między innymi: Tadeusza Kotarbińskiego, Wojciecha Kossaka oraz Aleksandra Zelwerowicza. Podczas II wojny światowej, we wrześniu 1939, spłonęło poddasze pałacu.
W latach 1953–1989 korzystało z niego Ministerstwo Zdrowia, które urządziło w nim dziecięce sanatorium zdrowia psychicznego, a następnie obiekt udostępniono jako siedzibę jednego z ośrodków Monar-u, co doprowadziło do znacznej dewastacji obiektu. W latach powojennych odbyły się dwie konserwacje: w latach 1947–1948 naprawiono dach i uszkodzone mury, w latach 1953–1957 zakonserwowano malowidła znajdujące się we wnętrzu pałacu. Po 1989 pałac przeszedł w posiadanie SARP- u, który przystąpił do remontu budynku, który przerwano w 1992. Obecnie pałac odrestaurowany przez prywatnego właściciela pełni funkcję centrum konferencyjno-kongresowego.

## Architektura
Klasycystyczny pałac posadowiony na planie prostokąta, zbudowany z cegły, otynkowany składający się z dwóch kondygnacji z podpiwniczeniem przekryty dachem czterospadowym krytym dachówką ceramiczną skierowany elewacją frontową na północ. Zespół składa się dodatkowo z dwóch oficyn ustawionych do niego prostopadle. Posiada skrajne trójosiowe ryzality wydatnie wystające od frontu i pozorne od ogrodu. Czterokolumnowy portyk od frontu jest zwieńczony trójkątnym frontonem, a od ogrodu jednoosiowy ryzalit. Bryła główna wznosi się na potężnych piwnicach o sklepieniach kolebkowych.
Parter w części środkowej i wschodniej posiada dwutraktowy układ pomieszczeń w amfiladzie, a w części zachodniej trzytraktowy. Na osi znajduje się wąska sień z nowymi schodami na piętro, a za nią mały kwadratowy salonik o zaokrąglonych narożach. W części wschodniej od ogrodu mieści się sala balowa, zwana Błękitną. Układ pomieszczeń na piętrze jest dwutraktowy.
W trzech pomieszczeniach (dwa na parterze Salonik Pompejański i Sala Błękitna – oraz jedno na piętrze – Pokój z Widokami) zachowały się dekoracje malarskie powstałe około 1790 autorstwa prawdopodobnie Jana Bogumiła Plerscha. Dodatkową ozdobą Saloniku Pompejańskiego jest piec z barwnych kafli herbowych wykonany w założonej przez Michała Piotra Radziwiłła w 1881 manufakturze nieborowskiej w końcu XIX w.

## Park
Pozostałości po parku krajobrazowym, który urządzono w oparciu o naturalne ukształtowanie terenu z nielicznymi okazami starodrzewu.